# 폭찹

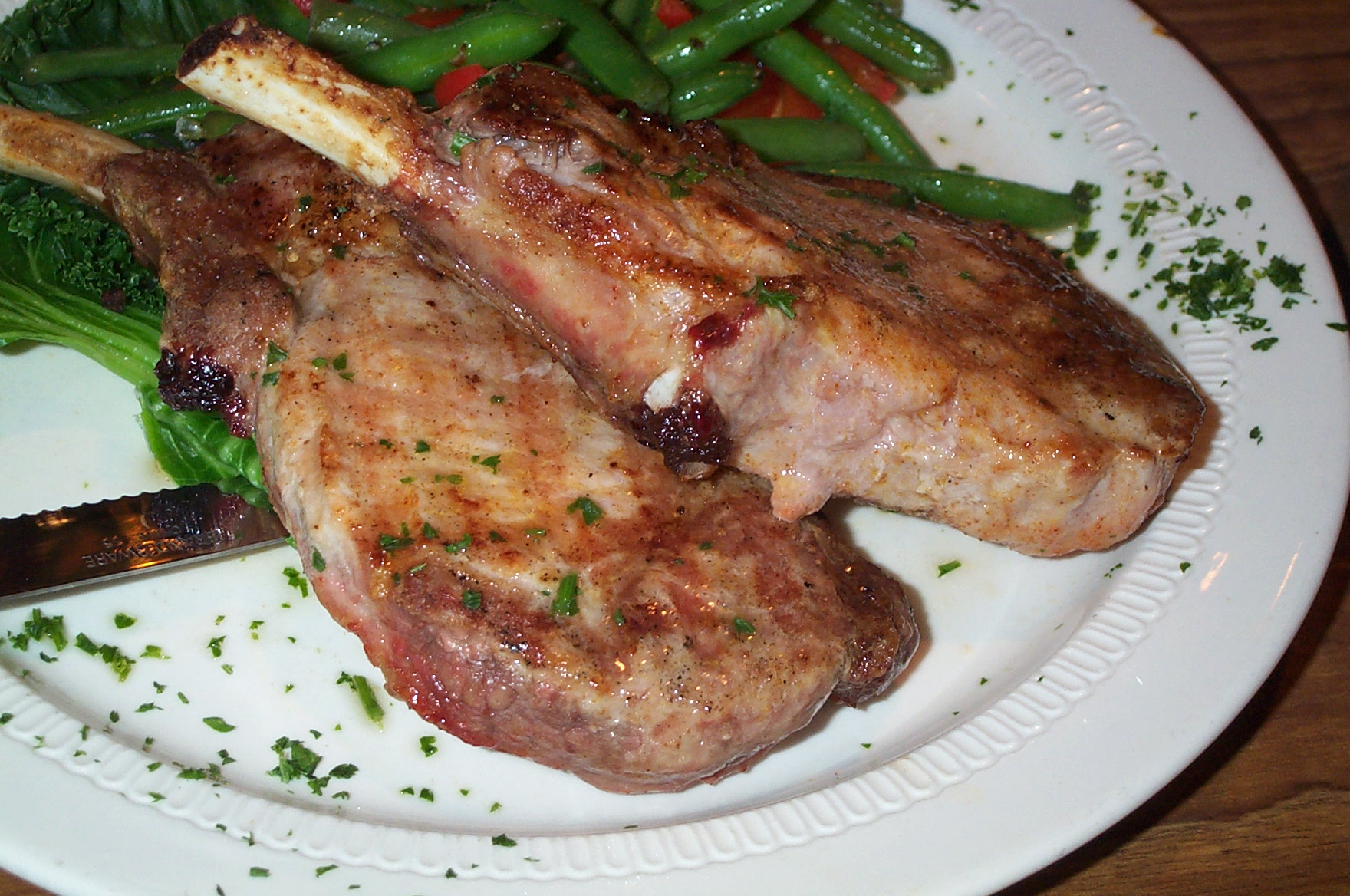
폭찹

폭찹 또는 포크 촙(pork chop)은 돼지고기 촙 요리이다. 보통 갈비뼈나 등골뼈가 함께 나온다.
폭찹은 다른 촙과 마찬가지로 돼지의 척추에 수직으로 허리를 자르며 일반적으로 갈비뼈 또는 척추의 일부이다. 폭찹은 가공하지 않은 부위로 다른 부위에 비해 담백한다. 폭찹은 일반적으로 개별 부분으로 제공되며 사과 소스, 야채 및 기타 측면과 함께 제공될 수 있다. 돼지고기는 세계에서 가장 일반적으로 소비되는 육류 중 하나이다. 미국에서 폭찹은 돼지 등심에서 가장 일반적으로 소비되는 고기이며 전체 돼지 고기 소비량의 10%를 차지한다.